# John Mucha

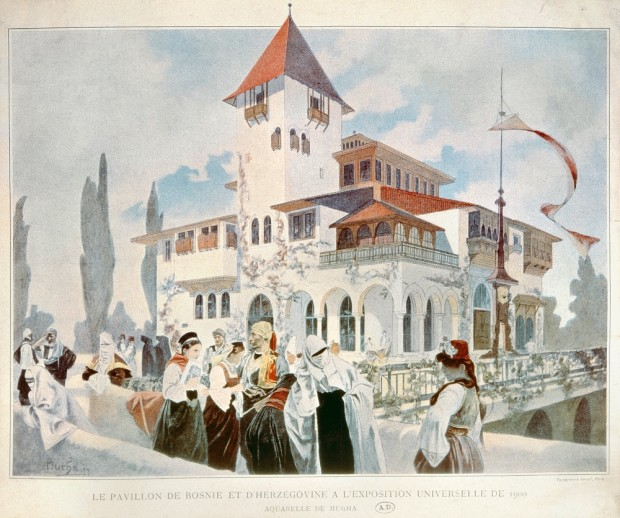
Ilustrace pavilonu Bosny a Herzegoviny od Alfonse Muchy publikovaná v Le Figaro Illustré v březnu 1900

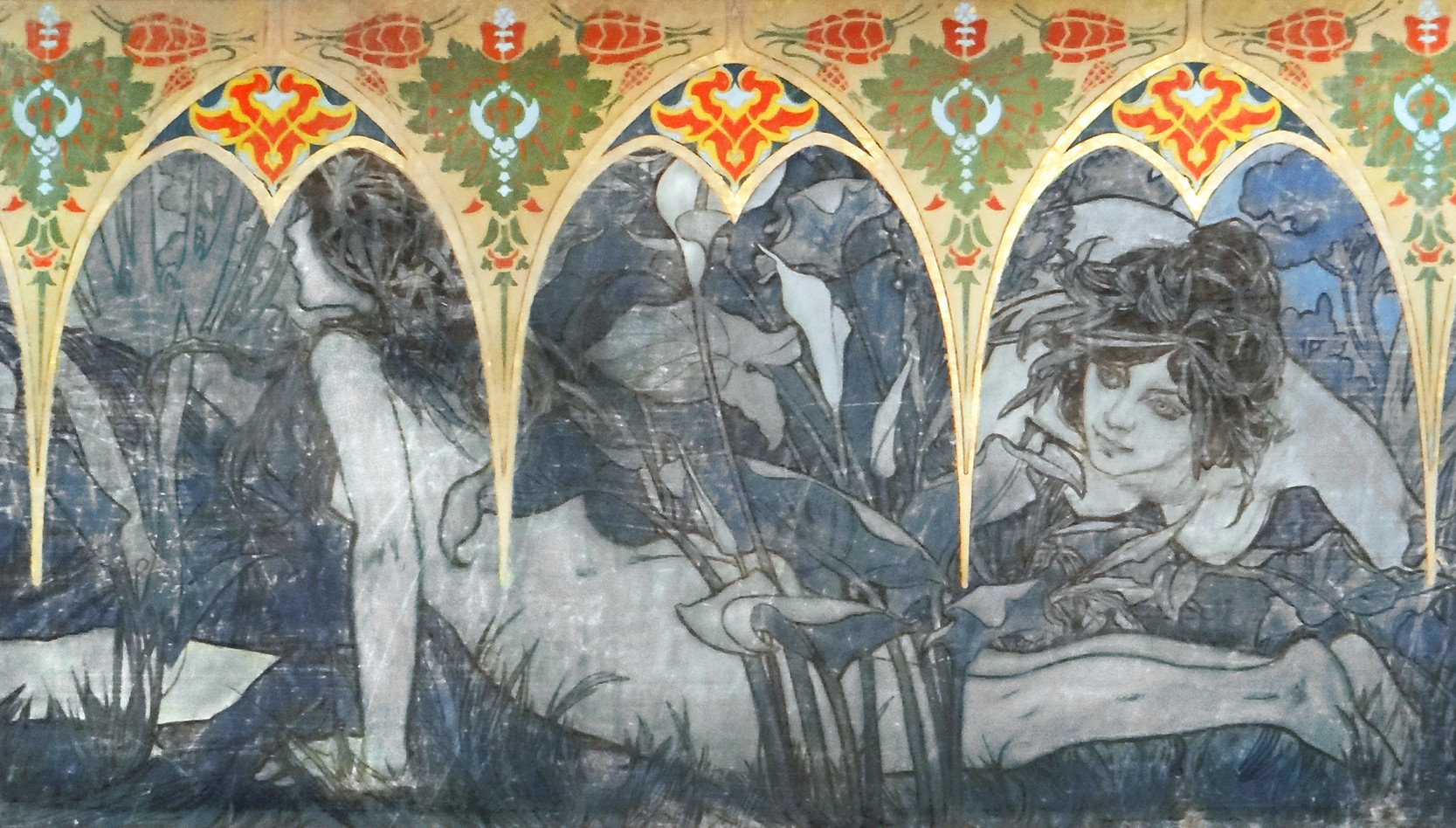
Scéna z výzdoby Bosenského pavilonu, nyní v muzeu Petit Palais v Paříži (1900)

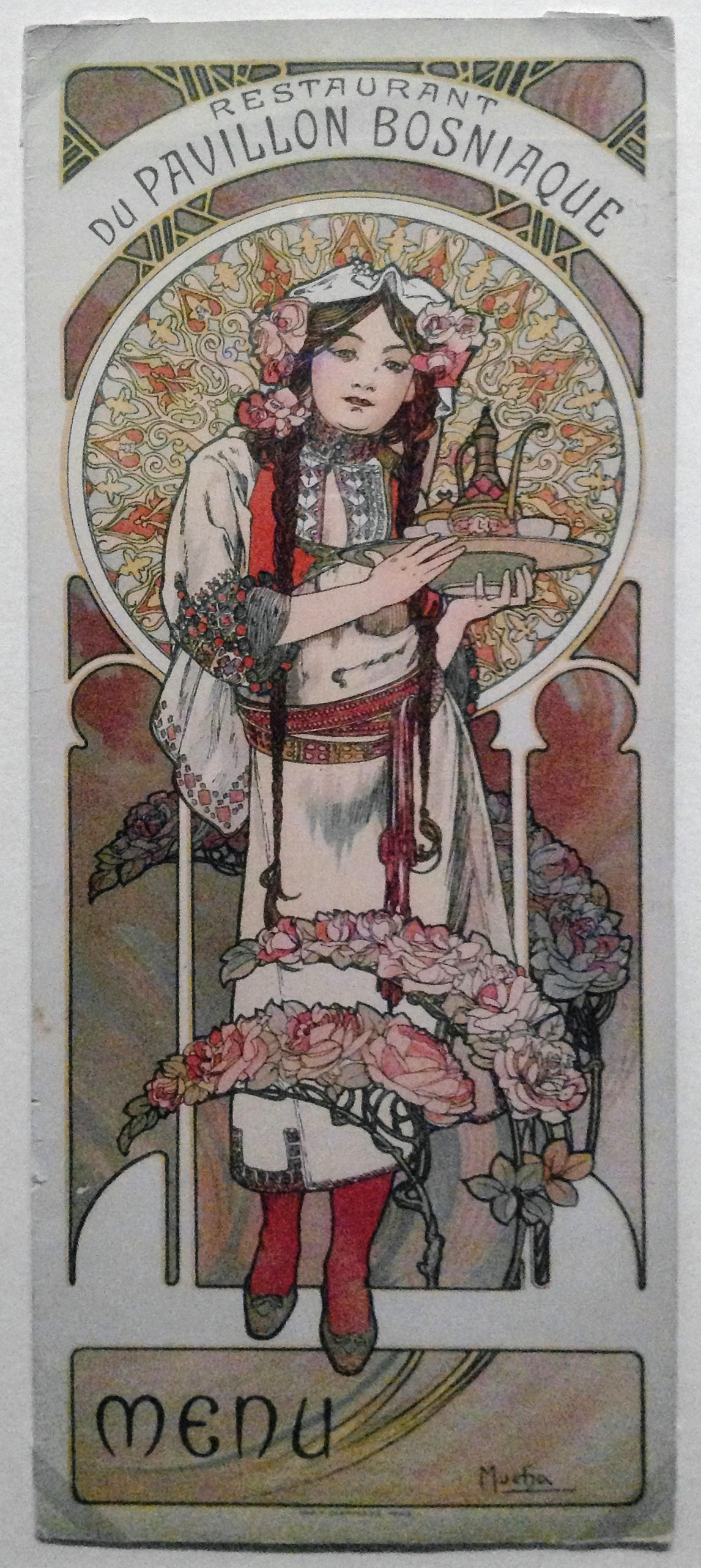
Menu navržené Alfonsem Muchou pro restauraci v Bosenském pavilonu

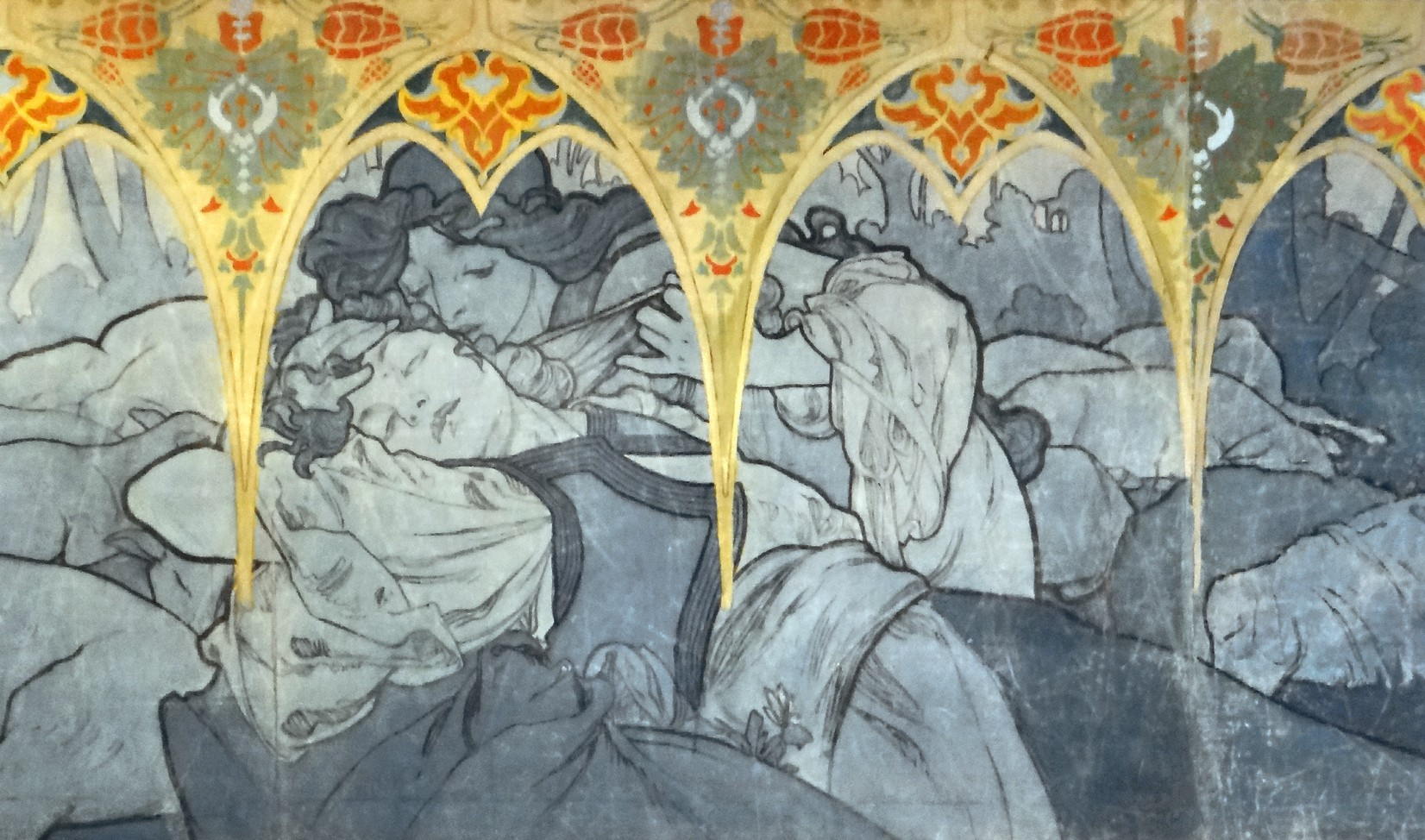
Obraz z nástěnných maleb Bosenského pavilonu, nyní v muzeu Petit Palais v Paříži (1900)

John Omond Mucha (* 20. května 1948 Londýn) je bývalý britský bankéř, kurátor výstav Alfonse Muchy, zakladatel Muchovy nadace a předseda její správní rady. Je britským státním příslušníkem a trvale žije v Londýně. Je vnukem malíře Alfonse Muchy, a synem spisovatele Jiřího Muchy. 

## Život

### Rodiče
John Mucha se narodil 20. května 1948 v Londýně  jako syn spisovatele Jiřího Muchy  a jeho manželky – skotské hudební skladatelky Geraldine Thomson Mucha.  Jiří a Geraldine se seznámili v Anglii v roce 1941 a ve stejném roce měli i svatbu.  Jiří Mucha během druhé světové války působil jako válečný zpravodaj a letec (na straně západních Spojenců) na africké frontě, v Indii, Barmě, Číně, Itálii a Francii. Po konci druhé světové války se Geraldine a Jiří Muchovi společně přestěhovali do rodinné vily v Praze-Bubenči v ulici V Tišině čp. 781/4. V době, kdy John přišel na svět, bydlela jeho skotská matka u své matky v Anglii a teprve v listopadu 1948 se s novorozeným synem vypravila zpět do Československa. V Muchově vile žila rodina až do roku 1950, kdy byli Muchovi při likvidaci soukromého vlastnictví bezodkladně vystěhováni. Tehdy získali náhradou byt po vypovězeném britském vojenském přidělenci v domě na Hradčanském náměstí čp. 65/6, který patří kapitule svatého Víta a kam se jim podařilo přestěhovat všechny umělecké předměty z bubenečské vily a další věci z pozůstalosti a z bývalého pařížského salonu Alfonse Muchy.

### Otec
Jiří Mucha po roce 1945 pracoval v Československu jako novinář, ale v roce 1951 byl uvězněn (nějakou dobu byl držen v tzv. Domečku na Hradčanech) a v inscenovaném procesu v roce 1952 byl odsouzen za špionáž na šest let. (Prošel Jáchymovem, Mikulovem a Valdicemi.) Po svém propuštění v roce 1955 se Jiří Mucha živil jako scenárista a překladatel z angličtiny.

### Studia a práce ve finančnictví
V Praze navštěvoval John Mucha základní i střední školu. V roce 1966 se sice hlásil na vysokou školu, ale jeho přihláška byla komunistickým režimem zamítnuta vzhledem k jeho politickému, ale i rodinnému profilu. Svoje vysokoškolská studia ekonomie proto John absolvoval (poté, co se v osmnácti letech přestěhoval do Anglie) v Londýně na britské univerzitě v Lancasteru (The University of Lancaster). Johnův zájem o finančnictví po skončení vysokoškolských studií jej přivedl k práci pro banku Coutts & Co, následně pak přestoupil do banky Williams & Glyns a poté zakládal a vedl londýnskou pobočku Nord LB (významná německá banka působící v City of London). John Mucha jako bankéř služebně navštěvoval Československo i před sametovou revolucí (tj. před rokem 1989).
Na začátku 70. let 20. století se do Anglie přestěhovala z Československa i Johnova matka Geraldine. Bylo to zcela účelové, neboť komunistický režim povolil vycestovat na Západ Jiřímu Muchovi jen a jen tehdy, pokud dostal „oficiální“ pozvání od své právoplatné manželky. Posléze byli John i Geraldine zbaveni československého státního občanství, které jim bylo navráceno až po sametové revoluci (tj. po roce 1989).

### Odkaz Alfonse Muchy
Prvním, kdo po třicet let třídil tisíce Muchových spisů a prací a katalogizoval sbírku Muchových děl pro výstavy od Paříže přes Tokio po USA, byl jeho syn – spisovatel Jiří Mucha.  Bylo to jeho zásluhou, že v 60. letech 20. století se ve světě oživilo polozapomenuté dílo jeho otce – Alfonse Muchy.
John Mucha se svojí matkou Geraldinou žili trvale v Anglii až do roku 1991, kdy zemřel Johnův otec Jiří Mucha. V té době se John musel rozhodnout, zda bude jako bankéř vydělávat nadále peníze, nebo se bude věnovat odkazu svého dědečka – Alfonse Muchy. V době smrti Jiřího Muchy měl John a Geraldine stále pouze britskou státní příslušnost a pokud by se s nimi něco stalo, veškeré dědictví po Alfonsu Muchovi by se dostalo pod britské daňové zákony. Britové by vyměřili pozůstalým členům Muchovy rodiny obří daň a dědictví by muselo být rozprodáno, aby se daň uhradila.
V roce 1992 založila Geraldine Mucha a John Mucha Muchovu nadaci, jejímž cílem je uchovat odkaz Alfonse Muchy, propagovat jeho dílo a zpřístupnit je široké světové veřejnosti (především pomocí výstav). John Mucha v roce 2005 opustil City of London s úmyslem plně se věnovat Muchově nadaci. Nemalé úsilí vynakládá John ohledně umístění Slovanské epopeje v důstojných prostorách v Praze. Kromě rozměrných pláten monumentálního cyklu Slovanské epopeje by v těchto prostorách měly být umístěny i související studijní materiály, jakož i Muchova díla z roku 1900 mající vztah k pavilonu Bosny a Hercegoviny (tzv. Bosenský pavilon), který Mucha prezentoval na světové výstavě.
John Mucha je ženatý, s manželkou Sarah má dva syny a dceru. (Marcus se narodil v roce 1980, Andrew v roce 1981 a Tamsin v roce 1984.) Jeden z jeho synů (Marcus) mu pomáhá v Muchově nadaci. 

## Svět podle Muchy
V roce 2019 John Mucha spolupracoval při natáčení filmu o Alfonsi Muchovi – „Svět podle Muchy“. Jedná se o koprodukční dokumentární film (z roku 2020) režiséra Romana Vávry, který vznikl ve spolupráci s Muchovou nadací (Mucha Foundation) a za podpory státního Fondu kinematografie, WOW Prague Film Fund, Plzeňského kraje, Jihomoravského kraje a statutárního města Brna. Kromě natáčení v bytě na Hradčanském náměstí v Praze se filmovalo i v Paříži, Japonsku a USA.